# Tranopelta amblyops
Tranopelta amblyops är en myrart som först beskrevs av Carlo Emery 1894.  Tranopelta amblyops ingår i släktet Tranopelta och familjen myror. Inga underarter finns listade i Catalogue of Life.